# Sarah Saidan
Sarah Saidan est une réalisatrice iranienne de cinéma d'animation  née en 1978.

## Biographie
Après avoir étudié le graphisme et réalisé deux films en Iran, Sarah Saidan s'installe en France en 2009 afin de se former au cinéma d'animation à La Poudrière dont elle obtient le diplôme en 2011.

## Filmographie
- 2011 : Quand le chat est là...
- 2014 : Beach Flags[2],[3]. Le film est centré sur les femmes athlètes en Iran[4].
- 2022 : À cœur perdu[5] (en anglais : Home of the Heart). Le film retrace les mésaventures d'un immigrant iranien en France, qui retourne dans son pays natal.

## Récompenses
- Prix du jury décerné à l'occasion du Festival international du film pour enfants de New York 2023 pour A Cœur perdu[6] ; le film se qualifie pour les Oscars 2024[7].
- Prix du public au Festival international de cinéma d’animation de Meknès (FICAM) 2023 pour A Cœur perdu[8]
- Prix Sacem de la meilleure composition musicale pour un film professionnel : Beach Flags, de Sarah Saidan (Yann Volsy) en 2014[9]
- Audience Award 2014 of the Hungarian Primanima Festival (Hongrie) ; “Rock Award” of the Asian International Short Film Festival 2014 (Corée du Sud) pour Bleach Flags[10]